# Iron Mountain Lake (Misuri)
Iron Mountain Lake es una ciudad ubicada en el condado de St. Francois en el estado estadounidense de Misuri. En el Censo de 2010 tenía una población de 737 habitantes y una densidad poblacional de 136,41 personas por km².

## Geografía
Iron Mountain Lake se encuentra ubicada en las coordenadas 37°41′12″N 90°37′1″O / 37.68667, -90.61694. Según la Oficina del Censo de los Estados Unidos, Iron Mountain Lake tiene una superficie total de 5.4 km², de la cual 5.08 km² corresponden a tierra firme y (5.94%) 0.32 km² es agua.

## Demografía
Según el censo de 2010, había 737 personas residiendo en Iron Mountain Lake. La densidad de población era de 136,41 hab./km². De los 737 habitantes, Iron Mountain Lake estaba compuesto por el 96.2% blancos, el 0% eran afroamericanos, el 2.17% eran amerindios, el 0.14% eran asiáticos, el 0% eran isleños del Pacífico, el 0.14% eran de otras razas y el 1.36% pertenecían a dos o más razas. Del total de la población el 1.9% eran hispanos o latinos de cualquier raza.